# 仙田和吉
仙田 和吉（せんだ かずよし、1969年5月5日 - ）は、アール・エフ・ラジオ日本（RF）および毎日放送（MBS）の元アナウンサー。　

## 来歴・人物
愛知県名古屋市生まれ。明治学院大学卒業後の1992年にラジオ日本へアナウンサーとして入社した。
ラジオ日本では、正式入社前（大学の卒業式の翌日）から競馬中継へ出演。以降も、競馬やプロ野球の中継で、10年近く実況を担当していた。その一方で、競馬好きの大学教授との縁で知り合った同い年の看護師の女性と結婚。後に3児を授かった。
2001年3月31日付でラジオ日本を退職。翌4月1日付でMBSへ移籍した。移籍のきっかけは、前年度までMBSでスポーツ実況を担当していた田丸一男が、『VOICE』（MBSテレビ平日夕方のローカルニュース番組）の放送開始（2000年10月）を機に同番組のナレーション・取材へ専念したことによる。仙田は、MBSのスポーツアナウンサー公募に応じた結果、田丸の後任扱いで採用された。ちなみに、同時に新卒で入社したアナウンサーに、小野陶子（結婚を機に2006年10月31日付で退社）、八木早希（2011年3月31日付で退社後にフリーアナウンサーへ転身）、現在もMBSに勤務する山中真がいる。
毎日放送への移籍後も、ラジオ日本での経験を背景に、競馬・野球中継の実況を担当。毎日放送を含むJNN・JRN系列局の優秀なアナウンサーを毎年表彰するアノンシスト賞では、2011年度と2017年度に、ラジオ・スポーツ実況部門の優秀賞を受賞した。
プロ野球中継では、テレビ・ラジオとも、主に関西ローカル向けの中継で実況やベンチリポートを担当。2008年4月12日、テレビ『ザ・プロ野球〜猛虎V奪回へ!道一筋〜』（関西ローカルのデーゲーム中継）で横浜ベイスターズ対阪神タイガース戦（横浜スタジアム）の実況を担当。金本知憲の通算2000安打と新井貴浩（いずれも阪神）の通算1000安打達成の瞬間を実況した。ただし、土・日曜日の午後には、MBSおよびラジオ関西で放送される競馬中継への出演を優先することが多かった。
競馬中継では、民放局のアナウンサーで数少ない10場全場での実況を経験。アーモンドアイの引退レースになった2020年のジャパンカップなど、日本の競馬史上に残る重賞競走を数多く実況している。
2009年度から3シーズンにわたって放送された『MBSたびぐみ とっておき旅ラジオ』（MBSラジオのナイターオフ番組）で、パーソナリティの1人である馬野雅行が出演できない場合に、スポーツアナウンサーつながりで代演。鉄道ファンである馬野担当日のテーマ「鉄どうでしょう」を、自身が造詣の深い競馬をテーマにした「馬どうでしょう」に変えたうえで、サラブレッドに対する思い入れの深さを披露していた。以降も、ナイターオフ期間には、スポーツ情報を中心に扱うラジオの生放送番組でパーソナリティを定期的に担当。スポーツ実況と同様に、明るく軽妙な語り口で人気を博した。
「（ラジオ日本で）アナウンサーになってからかなりの時間をスポーツ（関連の取材や実況）に費やしてきたので、会社員としての生活から少しだけ離れて、自分を見つめ直す時間を作りたい」との意向から、毎日放送の早期退職制度を通じて、2021年3月31日付で同局を退職。退職3日前（28日）の『GOGO競馬サンデー!』で放送された中京競馬場からの生中継（メインレースの高松宮記念競走など）での実況を最後に、同局アナウンサーとしての番組出演を終えた。高松宮記念競走の実況については、『GOGO競馬サンデー!』の同時ネット局に加えて、『ニッポン放送ショウアップナイタースペシャル』（東京ドームからの読売ジャイアンツ対横浜DeNAベイスターズデーゲーム中継）への内包扱いで関東地方でも放送された。
なお、仙田の退職日までテレビ放送事業とラジオ放送事業を兼営していた毎日放送は、退職の翌日（2021年4月1日）からラジオ放送事業を「株式会社MBSラジオ」へ移管。このような事情から、仙田はテレビ・ラジオ兼営体制の毎日放送からの最後の退職者になった。
退職後は前述した意向からアナウンサーとしての活動を休止しているが、2022年4月27日にtwitterの、同年7月1日にnoteの個人アカウントをそれぞれ開設している。これらの個人アカウントでは、実況アナウンサーの経験を生かした競馬予想とスポーツに関するコラムを掲載している。

## 出演番組

### 過去

#### MBSテレビ
- MBS NEWS（不定期、プロ野球や競馬のシーズン中にも担当していた）
- MBSベースボールパーク

一時は、甲子園球場からJNN系列全国ネット向けに放送される阪神タイガース対読売ジャイアンツ戦中継の実況も担当していた。
- スポーツ実況（ラグビー、駅伝競走など）

学生時代にラグビーの選手でもあったことから、毎日放送への移籍後は、全国高校ラグビー中継の実況も任されている。2009年まで大阪予選中継のみ担当。全国大会では準決勝の1月5日に競馬・京都金杯ラジオ中継で実況を務めるため、2008年度大会と2009年度大会には全く登場しなかった。しかし、2010年度大会の準決勝・決勝にリポーターとして復帰した後に、2011年度以降の大会では決勝で実況を担当。
毎日放送グループで中継する選抜高等学校野球大会については、週末の競馬中継に加えて、レギュラーシーズンの開幕と重なるプロ野球中継での実況を優先することから、例年は試合終了後に勝利校の活躍選手インタビューを担当する程度にとどめていた。2021年の第93回選抜高等学校野球大会期間中の3月31日に毎日放送を退職したため、同大会の中継には出演していない。
新型コロナウイルスへの感染が拡大している影響で第92回選抜高等学校野球大会が中止された2020年には、8月中旬の2020年甲子園高校野球交流試合（同大会への出場が決まっていた全32校による16試合制の招待試合）で、インターネット向けのライブ配信向けに実況を1試合担当している。
- コトノハ図鑑（不定期）
  - 所属する毎日放送アナウンサー室の企画番組。後継企画の「へぇ～のコトノハ」（2020年4月から2021年3月まで『ちちんぷいぷい』の月・水曜日→水曜日で放送）には、ナレーションを含めて出演の機会がなかった。

#### MBSラジオ
- MBSニュース（不定期、プロ野球や競馬のシーズン中にも担当していた）
- サンデー競馬中継 みんなの競馬→GOGO競馬サンデー!（2001年度以降）
  - 重賞の中継で古巣のラジオ日本が同時ネットを実施する場合に、同局でも仙田の実況が流れることがあった。2021年3月28日に中京競馬場で開催された第12レース（四日市特別競走）の実況（関西ローカルで放送）によって、毎日放送アナウンサーとしての番組出演を終了。
- ラジオ関西 パーフェクト競馬!→GOGO競馬サタデー!（MBSが制作協力・ラジオ関西）
- MBSベースボールパーク（前身の『毎日放送ダイナミックナイター』→『MBSタイガースナイター』→『MBSタイガースライブ』時代から実況・ベンチリポーターを担当）
  - 2016年からは、阪神球団が阪神甲子園球場でレギュラーシーズンの最終戦と主力選手の引退セレモニーを同じ日に開催する場合の中継で、試合とは別に引退セレモニーの実況を任されることがあった[3]。
  - 2019年8月30日（金曜日）には、阪神対巨人ナイトゲーム（甲子園）のラジオ中継で実況を担当。古巣のラジオ日本でも、この中継を同時ネットで放送した。プロ野球中継で仙田の実況が同局でも流れたことは、毎日放送への移籍後ではこの日しかなかった（詳細後述）。
  - 2018年度のナイターオフ版には、土曜日の第1部にレギュラーで出演。「ベースボールパークTIMES」という架空のスポーツ新聞の「編集長」に扮したことから、「天声仙語」というコラムを毎回書き下ろしたうえで、生放送と「MBS with Tigers」のFacebook公式アカウントで披露していた。2019年度には、後継企画「八木裕の耳で楽しむ八木講座」へレギュラー出演。
  - 2020年度には、『MBSベースボールパーク　サタデープレミアムチャンネル』として放送される土曜版で、第1部「今夜は藪恵壹がヤル」のパートナーを担当。2021年3月27日の最終回で、競馬中継以外の番組への出演を終了した。
- 太田幸司の熱血!タイガーススタジアム（2003〜2009年度のナイターオフ番組）
- 太田幸司のスポーツナウ（2001・2002年度）
- 天皇盃全国都道府県対抗男子駅伝競走大会第1中継所実況（2007年・RCC制作・全国38局ネット）
- 競馬モーニング!
- ありがとう浜村淳です土曜日です（他の競馬中継担当アナウンサーと交互に9時台の「競馬大作戦」へ出演）
  - 大学生時代にアルバイトとしてスペイン料理店のキッチンで働いていた経験談を放送で披露したことを機に、メインパーソナリティの浜村淳から「パエリア仙田」と呼ばれていた。
- MBSとらぐみタイガースライブ!金曜日（2010年・2011年度のナイターオフ番組、「とらぐみアナ」として進行・取材を担当）
- MBSたびぐみ とっておき旅ラジオ（前述、パーソナリティ代理として不定期で出演）
- with…夜はラジオと決めてます（2012年度のナイターオフ番組、木曜日のスポーツキャスター、『週刊ますだスポーツ』の前身）
- ノムラでノムラだ♪ EXトラ!
  - 2009年度のプロ野球シーズンには、他のスポーツアナウンサーと交互に、16時台後半の『EXトラ一番乗り』で阪神タイガースの最新情報をリポート。MBSタイガースナイターで阪神タイガース公式戦の実況やベンチリポートを担当する日には、17時台後半の『EXトラ!ほっとインフォメーション』にも中継先の球場から出演していた。
  - 2009年度のナイターオフ期間には、18時台に放送される『ノムラでノムラだ♪ Go!Go!エキストラ』の火曜日にレギュラーで出演。他の曜日でも、結城哲郎の代役でスポーツニュースのみ担当することがあった。
- 週刊ますだスポーツ（2013年度・2014年度のナイターオフ番組、パートナーとして全編に出演）
  - 2014年度には「茶屋町プレミアムナイト」水曜日の第2部として放送。プロ野球シーズンに放送の派生番組『月刊ますだスポーツ』（2014年）『号外ますだスポーツ』（2015年）にも出演していた。
- with Tigers MBSベースボールパーク みんなでホームイン!（2015年度・2016年度のナイターオフ番組）
  - 2015年度には『ますだスポーツ』シリーズを引き継いだ火曜日、2016年度には木曜日のパーソナリティを担当。
- MBSヨル隊『ミヤ蝶美・蝶子のレツゴーフライデー』（2017年11月17日）
  - 18時台後半に放送された「ナジャじゃジャーナル」のキャスターを担当。通常は『ナジャ・グランディーバのレツゴーフライデー』として放送しているが、同日はナジャが所用でタイへ行っていたため、ミヤ蝶美・蝶子（現：パピヨンズ）が代役を務めた。
- 藤林温子と仙田和吉のええなぁ!（2019年9月9日）
  - 母体番組『上泉雄一のええなぁ!』のパーソナリティを務める同僚の上泉雄一が夏季休暇に入っていたことから、同番組の月曜分を改題したうえで、後輩アナウンサーの藤林温子とのコンビでパーソナリティ代理を担当。藤林の新人時代から親身に接していることや、藤林が月曜日の夕方に『上泉雄一のええなぁ!』と『ミント!』（同じ時間帯にMBSテレビで生放送）のコーナーレギュラーを兼務していることによる起用で、藤林が『ミント!』への生出演で中座していた時間帯（16:30前後）には単独で進行役を務めた。
- 桜井一枝&井上雅雄のるんるん土曜リクエスト
  - プロ野球シーズン中に放送する『延長スペシャル』を含めて、同僚のスポーツアナウンサー・井上雅雄が出演できない場合に、桜井と共にパーソナリティを随時担当。この場合には、番組タイトルを『桜井一枝&仙田和吉のるんるん土曜リクエスト（延長スペシャル）』に変更していた。
- あどりぶラヂオ（2018年4月26日放送分から不定期でパーソナリティを担当）　
  - 学生時代におニャン子クラブ（特に渡辺満里奈）のファンだったことから、担当回には、同グループに関する楽曲の一部を放送用に選んでいた。
- 豊永真琴のMBSミュージックパーク
  - 『るんるん土曜リクエスト』の後継番組で、他のスポーツアナウンサーと交互に、パートナーとして2020年10月3日放送分まで出演。実際には、同じ時間帯にラジオ関西で放送される『GOGO競馬サタデー!』での出演や実況を優先したため、パートナーを担当する機会は少なかった。

#### アール・エフ・ラジオ日本
- ラジオ日本ジャイアンツナイター
  - 毎日放送移籍後の2019年シーズンからは、金曜日に甲子園球場で阪神対巨人のナイトゲームが催される場合に、同局制作の中継を同時ネットで放送している。
- ラジオ日本 土曜・日曜競馬実況中継
- 箱根駅伝

## 関連人物
- 山中真
- 高木修平（NHKアナウンサー）
- 小野陶子
- 八木早希
- 美藤啓文
- 来栖正之
- 大八木友之
- 河本光正
- 蜂谷薫
- 結城哲郎
- 赤木誠
- 森本栄浩
- 馬野雅行
- 近藤亨
- 井上雅雄
- 金山泉
- 田丸一男
- 加藤康裕
- 亀井希生
- 森貴洋